# Élections générales britanniques de 2024 au pays de Galles
Des élections générales britanniques ont lieu le 4 juillet 2024 pour élire la 59e législature de la Chambre des communes du Royaume-Uni.

## Sondages

Sondages sur les élections générales au pays de Galles depuis 2019.

## Résultats
| Parti                    | Parti                    | Votes     | %    | +/-  | Sièges | +/-           |  |
| ------------------------ | ------------------------ | --------- | ---- | ---- | ------ | ------------- |  |
|                          | Parti travailliste       | 487 636   | 37,0 | 3,9  | 27     | 5             |  |
|                          | Parti conservateur       | 240 003   | 18,2 | 17,9 | 0      | 14            |  |
|                          | Reform UK                | 223 018   | 16,9 | 11,5 | 0      | en stagnation |  |
|                          | Plaid Cymru              | 194 811   | 14,8 | 4,9  | 4      | en stagnation |  |
|                          | Libéraux-démocrates      | 85 911    | 6,5  | 0,5  | 1      | 1             |  |
|                          | Parti vert               | 61 662    | 4,7  | 3,7  | 0      | en stagnation |  |
|                          | Independants             | 17 493    | 1,3  | 0,9  | 0      | en stagnation |  |
|                          | Autres                   | 8 442     |      | –    | 0      | –             |  |
|                          |                          |           |      |      |        |               |  |
| Votes valides            |                          |           |      |      |        |               |  |
| Votes blancs et nuls     |                          |           |      |      |        |               |  |
| Total                    | Total                    |           | 100  | –    | 32     | 8             |  |
| Abstentions              |                          |           |      |      |        |               |  |
| Inscrits / participation | Inscrits / participation | 2 346 279 | 56,0 |      |        |               |  |